# لودفيغ زيبرت
لودفيغ غيورغ زيبرت (بالألمانية: Ludwig Siebert) (17 أكتوبر 1874 في لودفيغسهافن - 1 نوفمبر 1942 في شتوك أم كيمزيه)، كان محاميًا وسياسيًا ألمانيًا (حزب الشعب البافاري/الحزب النازي). شغل منصب عمدة بلدية روتنبورغ أب دير تاوبر ومن عام 1924 عمدة بلدية لينداو. في عام 1931 أصبح أول عمدة لبلدية في بافاريا ينضم إلى الحزب النازي وشغل مقعد عن بلديته في برلمان ولاية بافاريا في 1932/33 كما شغل مقعد في الرايخستاغ من نوفمبر 1933. في 12 أبريل 1933 تم تعيينه رئيس وزراء بافاريا. من عام 1936 حتى وفاته شغل أيضًا منصب وزير الاقتصاد.